# ملوین ریچاردسون
ملوین ریچاردسون (انگلیسی: Melvyn Richardson؛ زادهٔ ۳۱ ژانویهٔ ۱۹۹۷) بازیکن هندبال اهل فرانسه است.
از باشگاه‌هایی که در آن بازی کرده‌است می‌توان به باشگاه هندبال بارسلونا اشاره کرد.